# Horama serena
Horama serena là một loài bướm đêm thuộc phân họ Arctiinae, họ Erebidae.